# シフト勤務
| 曜日                                                                              | 日 | 月 | 火 | 水 | 木 | 金 | 土 |  | ○勤 | △勤 | ▽勤 |
| --------------------------------------------------------------------------------- | -- | -- | -- | -- | -- | -- | -- |  | --- | --- | --- |
| WA                                                                                | ○  | ○  | ○  | ○  | ○  | ○  | -  |  | 6   | -   | -   |
| WB                                                                                | ○  | ○  | ▽  | ▽  | ▽  | -  | -  |  | 2   | -   | 3   |
| 社員A                                                                             | -  | -  | △  | △  | ○  | ▽  | ▽  |  | 1   | 2   | 2   |
| 社員B                                                                             | ▽  | ▽  | -  | -  | △  | △  | ○  |  | 1   | 2   | 2   |
| 社員C                                                                             | ○  | △  | ○  | -  | -  | ○  | △  |  | 3   | 2   | -   |
| 新人1                                                                             | ○  | ○  | ○  | ○  | ○  | -  | -  |  | 5   | -   | -   |
| 新人2                                                                             | -  | -  | ○  | ○  | ○  | ○  | ○  |  | 5   | -   | -   |
| ○：通常勤務（ 時 分～ 時 分） △：早番（ 時 分～ 時 分） ▽：遅番（ 時 分～ 時 分） |    |    |    |    |    |    |    |  |     |     |     |

シフト勤務（シフトきんむ、Shift work）、勤務シフトとは、勤務時間がある特定の1種類に固定されず、日ごと或いは一定の期間ごとに、複数の勤務時間を移動する形態の勤務のこと。単にシフトということもある。
人間には睡眠や休憩が不可欠であり、1人が一定期間に働ける時間には限界がある。例えば日本の労働基準法では、1週間について40時間を超えて労働させてはならず、原則として休憩時間を除き1日について8時間を超えて労働させてはならないとされている。一方で、警察、警備、病院、コンビニやインフラなどでは常時店舗・会社・施設等に人員を配置する必要があり、あるいはスーパーのレジなど繁忙時間に多くの人員を配置する必要がある。毎週決まった曜日にセールをするような店であればその曜日だけ人員を増やす必要がある。各人の労働日あるいは労働時間をずらすことでこの問題を解決する方法が取られることが多く、これを「シフト勤務」と呼んでいる。
一般の勤務と異なるので、各人の労働時間、一月や週単位の勤務日時を管理者・勤務者にわかりやすく明示するために、シフト表というものを使う場合がある。このシフト表を使うことにより、各曜日の日中や夜間にどの種類の業務を何人の人員で従事出来るかわかりやすく明示することが出来る。また、このようなシフト表の作成を支援するソフトウェアも多々見受けられる。

## 健康への影響

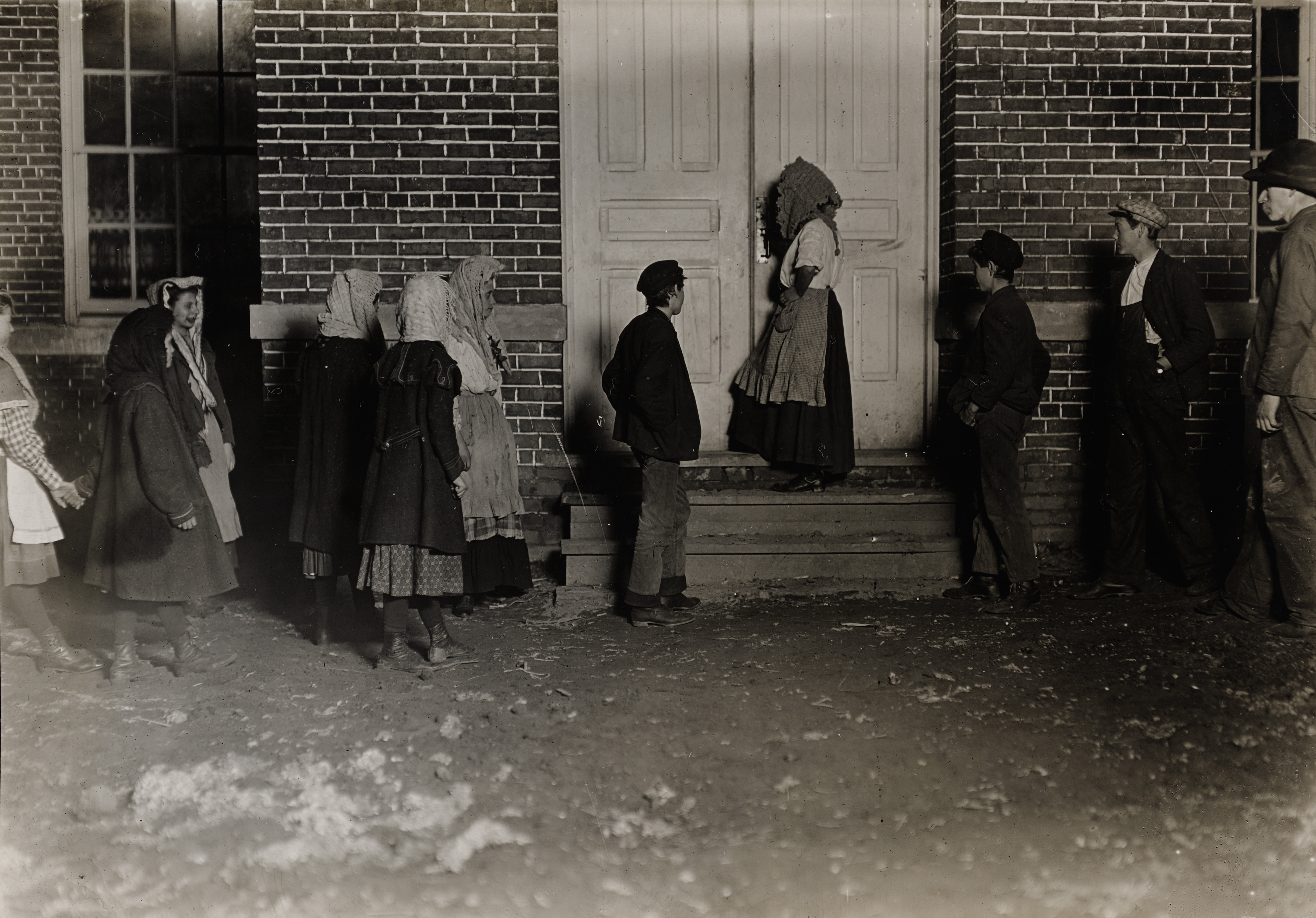
12時間夜勤シフトに向かう児童（1908年、米国）

シフト勤務は様々な疾患リスクを上昇させる。シフト勤務睡眠障害とは、不眠症、過眠症、またはその両方を特徴とする概日リズム睡眠障害であり、シフト勤務はこの疾患の主要な診断要素である。さらに2型糖尿病リスクも増加し、とりわけ男性に多い。ローテーション勤務従事者は、そうでない人よりも脆弱である。
女性の夜勤シフト者においては、乳がん発症リスクが48%増加する。これは概日リズムの変化のため、夜間分泌されるメラトニンの生産が阻害されることが原因とされている。
WHOによるIARC（国際がん研究機関）では、「サーカディアン・リズムを崩すシフト勤務」をグループ2A（ヒトに対する発癌性がおそらくあるもの）と2010年に報告している。主に前立腺がん、乳がんのリスクを高める可能性があるとしている 。シフト勤務はほかの種類のがん発症リスクを増加させる
またシフト勤務は、群発頭痛 、心臓発作、疲労、ストレス、性的不全、抑うつ、認知症、肥満、代謝障害、消化器障害、筋骨格障害、生殖器障害 の発生リスクを増加させる。
シフト勤務はまた慢性疾患を悪化させ、それには睡眠障害、消化器疾患、心臓病、高血圧、てんかん、精神障害、薬物乱用、喘息などがあり、さらにその他概日リズム改善により治療される健康状態も含まれる。人工照明はホメオスタシスを阻害しうる 。さらにシフト勤務は喫煙リスクを増加させる。2014年の英誌「Occupational and Environmental Medicine」に発表された研究によれば、シフト勤務を10年続けた人と慢性的な認知機能障害の関連性が強いとのデータが得られたという
シフト勤務の健康への影響はクロノタイプに依存し、これは労働者がどの日勤・夜勤に割り当てられるかという表である。個々のクロノタイプがシフトタイミングと反対になる場合（たとえば日勤から夜勤へ移動）、概日リズムが阻害されるリスクが高くなる。
異なるシフトスケジュールは、シフト勤務者の健康にさまざまな影響を与える。シフトパターンの設計は、勤務者の睡眠、食事、休憩の取り方に影響する。シフトパターンの中には、休息を制限したり、ストレスを増やしたり、勤務者の過労を助長したり、休息中断させたり、疲労を悪化させるものも存在する。
交代勤務で働く男性の前立腺がんになる危険性が、日勤のみ働く男性に比べて3.5倍、心筋梗塞になる危険性が日勤のみ働く男性に比べて2.8倍あるといわれている。又、交代勤務で働いている人達には喫煙者が多い傾向があり、健康上のリスクはかなり大きい。

## 予防
特に深夜にかかる交代制勤務の場合、労働者の健康のため次のような配慮をしている企業も存在する。ルーテンフランツ原則も参照。
- 深夜勤務の回数をなるべく減らす。
- 変則的な出勤、退社時刻の設定をなるべく避ける。やむをえない場合は合間に充分な休日を確保する。
- 勤務と勤務の間の自宅での休養時間を十分取れるように勤務割を工夫し、深夜・早朝の帰宅の便を確保する。
- 待機時間には充分な休養が取れるような設備を準備する。
- 万一の場合にも十分な対処ができるような管理・設備の応急処置体制・危機管理体制を確立する。
- 6ヶ月以内に一度、健康診断を行い、心身の病気の早期発見に努める。異常の所見が認められた者には、面接指導の上、勤務上の配慮を行う。
- 24時間勤務の後には最低でも24時間の休暇をおく。
- 正常に働けない場合は従業員の一定期間の登録抹消も検討する。

## 規制
シフト勤務が労働安全衛生に及ぼす害を軽減するために、多くの国は法的規制を設けている。世界的には国際労働機関の条約（夜業に関する条約 1990年　第171号条約）で夜業に関する労働条件が定められている（日本は未批准）。

### 欧州連合
欧州連合の労働時間指令（2003/88/EC）においては労働時間の週48時間規制（これは残業を含む）が規定され、さらに24時間サイクルにおいて連続する11時間の休憩、1週間サイクルにおいて連続する24時間の強制休憩を定めている。 EU指令では、「特別な危険、重度の肉体的、精神的緊張」を伴う夜間作業は、24時間において平均8時間までに制限している。またEU指令では規制からの適応除外を認めており、特別規定によって運輸業、オフショアワーカー、漁船従事者、研修医などに適用される。

### 日本
かつては一部 を除き、女性を深夜の時間帯に係る交代勤務に従事させることができなかったが（改正前の労働基準法第64条の3）、雇用の分野における男女の均等な機会及び待遇の確保等に関する法律（男女雇用機会均等法）等の改正を受けた1999年（平成11年）の労働基準法の改正法施行により、女性の深夜勤務が可能となり、多くの職種に女性の進出が進んでいる。
勤務形態は労働条件の最も基本的なものであるため、会社（使用者）側は就業規則にその内容や手続きを明らかにしなければならない。特に法定の1日8時間、週40時間を越える労働時間を超えて勤務体制を組む必要がある場合は、変形労働時間制を採用する、労使間で合意された三六協定を所轄労働基準監督署長に届けてその内容を遵守する、等の措置が必要である。

## シフトプラン
勤務のことを「直」と呼ぶ場合が多く、勤務体制により次のように呼ばれる。
- 日勤（昼勤） : 昼間の一般的な始業・就業時間の勤務（8時～17時、8時半～17時半、9時～18時など）
- 早番（早出） : 通常の日勤より早く出勤する勤務（5時～14時、6時～15時、6時半～15時半、7時～16時など）
- 遅番（遅出） : 通常の日勤より遅く終業となる勤務（12時～21時、12時半～21時半、13時～22時、13時半～22時半など）
- 中番 : 早番でもなく、遅番でもない勤務（10時～19時、11時～20時など）
- 通し勤務 : 早番・日勤・遅番などを連続して勤務するもの（7時～21時、7時半～21時半、8時～22時、8時半～22時半など）この場合の休憩時間は最大の2時間となる。
- 16勤 : 深夜を含む16時間拘束の勤務（仮眠ありの8時間以下の労働時間の勤務を夜勤として区別する場合がある）
- 24勤 : 24時間拘束の勤務
- 準夜勤 : （16時半～24時半など）
- 深夜勤 : （20時～8時、23時～8時、0時～9時など）
- 新夜勤 : （17時20分～9時半など、日本郵便のみにある勤務体系。こちらが「しんやきん」と呼ばれ、上項は「ふかやきん」と呼ばれる）
- 非番 : 勤務には就かないが急な欠勤者が出た場合に備えての待機態勢。実際には定数不足による強制的な残業となることが多い。または休日の場合に使われることもある。客室乗務員の世界では「スタンバイ」と称する。
- インチキ非番 :8:00～翌朝8:00。隔日勤務（原則としてGWやお盆、年末年始の休暇はなし。公休の設定もなし）で年のほぼ半分が休養日と謳っておきながら、休養日でも0：00～8：00までは実際に勤務しているため、実質は365日休みなしで勤務しているのと全く変わりはない。
- 開放非番 : 泊まり勤務明けの事。鉄道・バスなどでは明番（あけばん）とされることが多い。
- 宿直（しゅくちょく） : 狭くは日勤と日勤との間に事業所に宿泊し緊急事態発生に備えること。広くは24時間勤務なども含む。宿直の業務を日中にこなすことを日直（にっちょく）という。
- 当直（とうちょく） : 狭くは監視業務に従事する時間のこと。広くは警察・消防などの官公署の24時間勤務なども含み、鉄道・バスなど交通機関での24時間勤務の場合は、非番・明番に対し本番勤務と称されることが多い。この場合は下記の当務と同義である。
- 当務（とうむ） : 当番勤務のこと。24時間勤務の意味も持つ。

勤務と勤務との間に空白時間を設けられない事業所では、日勤に一番近い時間の勤務から、二交代制の場合1直・2直（勤）、三交代制の場合1直・2直・3直と呼ぶことも多い。かつての炭鉱などでは一番方・二番方・三番方と呼んでいた。

### 24時間制
工場で装置を24時間連続で動かせば、昼間の8時間だけ装置を動かすのに比べて生産量は3倍となる。また、製鉄業のように装置を止めることができない場合もある。そのために使われる24時間制シフト勤務は、大きく分けて8時間勤務の「三交替（Three-shift system）」、12時間勤務の「二交替」、24時間勤務の「一交替」の3種類がある。いずれの制度でも、拘束時間の途中に1時間程度の休憩が設けられていることが多い。

#### 三組三交替制
三組三交替制は、24時間体制で業務を続けるためによく使われる方法である。1日を8時間ごとに区切り、第1直（昼勤）を午前6時から午後2時、第2直（前夜勤）を午後2時から午後10時、第3直（夜勤）を午後10時から翌朝6時まで働かせる方法である。各労働者に休暇日を設ける必要があるため、3組では1月を通して休業日無く業務を続けることはできない。週に休暇日を2日設け、1勤務日あたり1時間の休憩を与えた場合、7日間あたりの拘束時間は40時間、労働時間は35時間である。
労働者をA組、B組、C組の3組に分けた場合の例を次に示す。
| 勤務時間     | 月  | 火  | 水  | 木  | 金  | 土   | 日   | 月  | 火  | 水  | 木  | 金  | 土   | 日   | 月  |
| ------------ | --- | --- | --- | --- | --- | ---- | ---- | --- | --- | --- | --- | --- | ---- | ---- | --- |
| 06:00～14:00 | A組 | A組 | A組 | A組 | A組 | 休業 | 休業 | B組 | B組 | B組 | B組 | B組 | 休業 | 休業 | C組 |
| 14:00～22:00 | B組 | B組 | B組 | B組 | B組 | 休業 | 休業 | C組 | C組 | C組 | C組 | C組 | 休業 | 休業 | A組 |
| 22:00～06:00 | C組 | C組 | C組 | C組 | C組 | 休業 | 休業 | A組 | A組 | A組 | A組 | A組 | 休業 | 休業 | B組 |

#### 四組三交替制
三組三交替制よりも1組増やして、休業日を無くす方法である。勤務パターンを切り替える日を4つの組でずらすことにより、休業日無く24時間操業を続けることができる。各個人の勤務パターンは、3直、3直、3直、休暇日、2直、2直、2直、休暇日、1直、1直、1直、休暇日のように、3日勤務、1日休暇の繰り返しとなる。1勤務日あたり1時間の休憩を与えた場合、7日間あたりの拘束時間は42時間、労働時間は36時間45分である。
労働者をA組、B組、C組、D組の4組に分けた場合の例を次に示す。
| 時間         | 月  | 火  | 水  | 木  | 金  | 土  | 日  | 月  | 火  | 水  | 木  | 金  | 土  |
| ------------ | --- | --- | --- | --- | --- | --- | --- | --- | --- | --- | --- | --- | --- |
| 06:00～14:00 | A組 | A組 | A組 | B組 | B組 | B組 | C組 | C組 | C組 | D組 | D組 | D組 | A組 |
| 14:00～22:00 | B組 | B組 | C組 | C組 | C組 | D組 | D組 | D組 | A組 | A組 | A組 | B組 | B組 |
| 22:00～06:00 | C組 | D組 | D組 | D組 | A組 | A組 | A組 | B組 | B組 | B組 | C組 | C組 | C組 |
| 休暇日       | D組 | C組 | B組 | A組 | D組 | C組 | B組 | A組 | D組 | C組 | B組 | A組 | D組 |

#### 4日勤務4日休暇二交替制
4日勤務4日休暇二交替制（4on 4 off shift）は、イギリスで多く見られる勤務体系である。三交替制に比べて勤務パターンの変更頻度が少なくなるが、1日あたりの労働時間が長くなるため、重労働には向かない。各個人の勤務パターンは、4日勤務、4日休暇の繰り返しとなる。1勤務日あたり1時間の休憩を与えた場合、7日間あたりの拘束時間は42時間、労働時間は38.5時間である。
| 時間         | 月 | 火 | 水 | 木 | 金 | 土 | 日 | 月 | 火 | 水 | 木 | 金 | 土 | 日 | 月 | 火 | 水 |
| ------------ | -- | -- | -- | -- | -- | -- | -- | -- | -- | -- | -- | -- | -- | -- | -- | -- | -- |
| 07:00～19:00 | A  | A  | A  | A  | C  | C  | C  | C  | B  | B  | B  | B  | D  | D  | D  | D  | A  |
| 19:00～07:00 | B  | B  | B  | B  | D  | D  | D  | D  | A  | A  | A  | A  | C  | C  | C  | C  | B  |

#### 2日昼勤2日夜勤4日休暇制
2日昼勤2日夜勤4日休暇制（Two days, two nights, four off）は、イギリス沿岸警備隊が採用している方法である。各個人の勤務パターンは、4日勤務、4日休暇の繰り返しとなる。1勤務日あたり1時間の休憩を与えた場合、7日間あたりの拘束時間は42時間、労働時間は38.5時間である。
| 時間         | 月  | 火  | 水  | 木  | 金  | 土  | 日  | 月  | 火  |
| ------------ | --- | --- | --- | --- | --- | --- | --- | --- | --- |
| 07:00～19:00 | A組 | A組 | B組 | B組 | C組 | C組 | D組 | D組 | A組 |
| 19:00～07:00 | D組 | D組 | A組 | A組 | B組 | B組 | C組 | C組 | D組 |
| 休暇日       | BC  | BC  | CD  | CD  | DA  | DA  | AB  | AB  | BC  |

#### 12/24/12/48制
12/24/12/48制では、昼勤12時間、休憩24時間、夜勤12時間、休憩48時間の繰り返しとなる。1勤務日あたり1時間の休憩を与えた場合、7日間あたりの拘束時間は42時間、労働時間は38.5時間である。
| 時間         | 月  | 火  | 水  | 木  | 金  |
| ------------ | --- | --- | --- | --- | --- |
| 07:00～19:00 | A組 | B組 | C組 | D組 | A組 |
| 19:00～07:00 | D組 | A組 | B組 | C組 | D組 |
| 休暇日       | BC  | CD  | DA  | AB  | BC  |

#### 大陸シフト
大陸シフト（Continental shift）はヨーロッパでよく見られる制度である。1週間は7日であるため、7日で回るローテーションとして考えられた。勤務パターンが2日-2日-3日の間隔で切り替わる。各労働者にとっては9日または10日毎の勤務パターン変更となる。全体で見ると、28日間毎に同じパターンが繰り返される。1勤務日あたり1時間の休憩を与えた場合、7日間あたりの拘束時間は42時間、労働時間は36時間45分である。
| 時間         | 月  | 火  | 水  | 木  | 金  | 土  | 日  | 月  | 火  |
| ------------ | --- | --- | --- | --- | --- | --- | --- | --- | --- |
| 06:00～14:00 | A組 | A組 | B組 | B組 | C組 | C組 | C組 | D組 | D組 |
| 14:00～22:00 | D組 | D組 | A組 | A組 | B組 | B組 | B組 | C組 | C組 |
| 22:00～06:00 | C組 | C組 | D組 | D組 | A組 | A組 | A組 | B組 | B組 |
| 休暇日       | B組 | B組 | C組 | C組 | D組 | D組 | D組 | A組 | A組 |

#### 7日-2週間制
7日-2週間制（7-day fortnight shift）では、4組二交替の一種である。アメリカのテレビ局や法執行機関 (law enforcement) で使われることが多い。大陸シフトと同様に、勤務パターンが2日-2日-3日の間隔で切り替わり、28日間毎に同じパターンが繰り返される。1勤務日あたり1時間の休憩を与えた場合、7日間あたりの拘束時間は42時間、労働時間は38.5時間である。
| 時間         | 月  | 火  | 水  | 木  | 金  | 土  | 日  | 月  | 火  |
| ------------ | --- | --- | --- | --- | --- | --- | --- | --- | --- |
| 08:00～20:00 | A組 | A組 | C組 | C組 | B組 | B組 | B組 | D組 | D組 |
| 20:00～08:00 | B組 | B組 | D組 | D組 | A組 | A組 | A組 | C組 | C組 |
| 休暇日       | CD  | CD  | AB  | AB  | CD  | CD  | CD  | AB  | AB  |

#### デュポン式12時間ローテーション制
デュポン式12時間ローテーション制（DuPont 12 Hour Rotating Shift）は4組二交替の一種である。この制度では、月に1回、7日連続の休みが与えられる。アメリカの製造業で広く見られる方式である。名前の通り、デュポンの製造部門で初採用された。1勤務日あたり1時間の休憩を与えた場合、7日間あたりの拘束時間は42時間、労働時間は38.5時間である。
| 時間     | 月火水 | 木 | 金土日 | 月火水 | 木 | 金土日 | 月火水 | 木 | 金土日 | 月火水 | 木 | 金土日 |
| -------- | ------ | -- | ------ | ------ | -- | ------ | ------ | -- | ------ | ------ | -- | ------ |
| 昼勤務   | B      | C  | C      | A      | B  | B      | D      | A  | A      | C      | D  | D      |
| 夜勤務   | A      | A  | B      | D      | D  | A      | C      | C  | D      | B      | B  | C      |
| 休暇     | C      | B  | A      | B      | A  | D      | A      | D  | C      | D      | C  | B      |
| 長期休暇 | D      | D  | D      | C      | C  | C      | B      | B  | B      | A      | A  | A      |

#### 7日8時間ローテーション制
7日8時間ローテーション制（Seven Day Eight Hour Rotating Shift）は4組三交替の一種である。7日間働いた後、1～4日の休暇が与えられる。連続休暇があるのが特徴である。かつてはアメリカ合衆国西部の製紙業で多く見られたが、4日勤務4日休暇二交替制に置き換わりつつある。1勤務日あたり1時間の休憩を与えた場合、7日間あたりの拘束時間は42時間、労働時間は36時間45分である。
| 時間         | 月火水木 | 金土 | 日 | 月火水木 | 金土 | 日 | 月火水木 | 金土 | 日 | 月火水木 | 金土 | 日 |
| ------------ | -------- | ---- | -- | -------- | ---- | -- | -------- | ---- | -- | -------- | ---- | -- |
| 07:00～15:00 | A        | A    | A  | B        | B    | B  | C        | C    | C  | D        | D    | D  |
| 15:00～23:00 | B        | B    | C  | C        | C    | D  | D        | D    | A  | A        | A    | B  |
| 23:00～07:00 | C        | D    | D  | D        | A    | A  | A        | B    | B  | B        | C    | C  |
| 休暇日       | D        | C    | B  | A        | D    | C  | B        | A    | D  | C        | B    | A  |

### 24時間制以外

#### 4日勤務2日休日制
4日勤務2日休日制（Four on, two off）では、12時間勤務を4日、休日を2日の繰り返しとなる。1勤務日あたり1時間の休憩を与えた場合、7日間あたりの拘束時間は56時間、労働時間は51時間20分である。労働時間が長いため、ほとんどを座って勤務する監視員などにしか向かない。
| 時間         | 土   | 日   | 月   | 火   | 水   | 木   | 金   |
| ------------ | ---- | ---- | ---- | ---- | ---- | ---- | ---- |
| 07:00～19:00 | 勤務 | 勤務 | 勤務 | 勤務 | 休日 | 休日 | 勤務 |

#### 分割シフト
分割シフト（Split shift）はケータリング、輸送、ホテル、病院勤務などに務める配膳業者の勤務によく使われる。昼食を用意するための10時～14時、夕食を用意するための17時～21時が労働時間となる。7日間あたりの拘束時間、労働時間ともに40時間である。
| 時間         | 月   | 火   | 水   | 木   | 金   | 土   | 日   |
| ------------ | ---- | ---- | ---- | ---- | ---- | ---- | ---- |
| 10:00～14:00 | 勤務 | 勤務 | 勤務 | 勤務 | 勤務 | 休暇 | 休暇 |
| 14:00～17:00 | 休憩 | 休憩 | 休憩 | 休憩 | 休憩 | 休暇 | 休暇 |
| 17:00～21:00 | 勤務 | 勤務 | 勤務 | 勤務 | 勤務 | 休暇 | 休暇 |

#### 早番・遅番制
早番・遅番制（Earlies and lates）は電話応対、コンビニエンスストア、保育、デイケアでよく用いられる。早番と遅番の勤務時間の一部を重複させることも多い。
| 時間         | 月  | 火  | 水  | 木  | 金  | 土     | 日     |
| ------------ | --- | --- | --- | --- | --- | ------ | ------ |
| 08:00～16:00 | A組 | A組 | A組 | A組 | A組 | 休業日 | 休業日 |
| 15:00～23:00 | B組 | B組 | B組 | B組 | B組 | 休業日 | 休業日 |

## 2交代制の問題
人員の不足または人件費（割増賃金）を少しでも抑えようとする（増員できない）あまり、2交代制（拘束時間が12時間以上の勤務）のみになり、3交代を取り入れない場合もままある。24時間態勢で稼働する工場や警備業、ビルメンテナンス業などにて交代勤務を取り入れて勤務する場合、現場によっては3交代ではなく2交代のシフトしか取り入れず、実働時間と休憩時間を合わせた拘束時間が12時間になる場合もあるため、極めて不規則な生活となり、体調を崩しやすくなる。
例1：「9：00～21：00」「21：00～9：00」のように、実働時間と休憩時間を合わせた拘束時間が12時間もある（実働時間は10時間〜10時間30分程度）。
「自宅から勤務先までの通勤時間」および「終業〜帰宅するまでの所要時間」も加算すれば、実質の拘束時間はもっと長くなり、「終業〜次の勤務までの空き時間」が12時間を下回るため、帰宅後すぐ睡眠を取らないと次の勤務に耐えられなくなる。
例2：18:00～翌朝09:00。通勤時間も含めると、自宅にいる時間が数時間。残業等が発生するとさらにその時間は短くなる。

## 産業による特徴

### 24時間切れ目なく業務が続く業種

#### 民間企業による場合
製鉄所の高炉、石油化学コンビナートや製紙メーカーの大型梳紙機など、停止や再稼動に非常に手間と時間がかかる大型機械を使う製造業では盆・正月も問わず24時間の連続運転を行っている。これらの業種では一般に1日を8時間ごとに分けた『三交代勤務』 を採用している。また、自動制御の信頼性の向上やフェイルセーフ対策により労働密度を下げて『2交代勤務』や『宿直勤務』に変更し省人化を行う動きもある。
24時間営業を行う外食産業やコンビニエンスストアなどでは、勤務時間は個人の状況に応じて細かく設定している。また、コンビニで販売する弁当や惣菜を製造する食品工場や外食産業のセントラルキッチンでも、連動して24時間操業が行われるため、交代勤務を行っている。
ホテルでは宿泊者に対するサービスや安全の確保を行うため、深夜でも多くの職種で切れ目なく勤務が必要になる。ビジネスホテルによっては、受付など一部の業務を深夜時間帯から朝まで閉鎖する（いわゆる門限）ところもある。
救急指定病院や入院患者のいる病院では、看護部門は日勤・準夜勤・深夜勤の3交代制、医師・薬剤部・検査部門は宿直勤務が多い。

#### 公務員による場合
警察官・消防吏員（消防士）・自衛官（特にレーダーサイトの監視や警衛勤務、スクランブルの待機要員）・刑務官（看守）のような公安職も、不測の事件・事故・災害にも迅速に対応しなければならないため、24時間切れ目のないよう待機ないし監視する任務に当たっている。
また、航空交通管制部や一部の空港においても24時間切れ目なく航空交通管制業務が行われている。

#### 船舶
遠洋航海するクルーズ客船・商船・軍艦などは出港から寄港まで限られた乗員による24時間勤務となるため、様々な勤務体系が考案されてきた。遠洋航海では寄港地で船員が交替することで負担を減らすという手法もある。
軍艦では乗員を半分に分けて担当を決めた「半舷」という交代勤務を取り、寄港地での休暇も「半舷上陸」が主体である。
商船では、出入港時は総員配置、その他の場合は大型商船の場合は、0 - 4時・4 - 8時・8 - 12時・12 - 16時・16時 - 20時・20時 - 0時の4時間勤務2回当直を行う（例：0 - 4時直の後は、12 - 16時直）。
海底石油を掘削する海洋リグでは、途中で作業を止められないため次の交替まで同じメンバーで作業することから、乗員を4組に分けて常時2組が乗船して12時間交替で作業、残りの2組は下船して休養する「4方2交替制」が標準的である。
潜水艦は3交替制が基本である。必ず当直が起きていることから、小型艦ではベッドが乗員より少ないことがある。

### 早朝から深夜まで業務が継続する業種
鉄道・バス・タクシーなどの交通機関のように、早朝から深夜まで継続して動き続けている業種では、早出・遅出など勤務時間を細かく設定して切れ目のないサービスを提供する。またバス・タクシーなどで運行の管理に携わる者は、安全対策や入庫・出庫処理のため、24時間切れ目のない宿直勤務となっていることが多い。
また、郵便や宅配便などの通信・物流機関も同様で、郵便収集は早朝に始まり、配達は夜間にまで及ぶ。特に中継機関は深夜も絶え間なく、郵便物あるいは小荷物が区分けされて、それぞれ配送されている。一般に中継輸送は道路混雑を回避出来る深夜～早朝に行われることが多い。

### 待機を伴う業務
消防署や警察署（交番）、警備業の施設警備部門（警備請負先施設の防災センター）や機械警備部門では、いつ発生するかもしれない火事・事故・事件に備えて、当番者が深夜も含めた24時間待機（および執務）の体制をとっている。
自動制御やフェイルセーフ対策が充実した無人運転が可能な工場でも、深夜稼動時間帯に、万一の事故があった時の連絡要員の確保的な意味合いで、宿直者を待機させる場合が多い。

### 年中無休で継続する業務
ゲームセンターやパチンコ店、ショッピングモールなどの娯楽やサービス業全般では、風俗営業等の規制及び業務の適正化等に関する法律（風営法）や各地の条例により、24時間営業が禁止されている場合もある。一方で、「年中無休」の営業までは禁止していないため、土・日・祝日・年末年始も休まず、毎日決まった時間に営業する店舗もある（例 : 10時〜19時のコアタイムは毎日開店しているなど）。

### 業務時間が断続的な場合
たとえば、毎日読む新聞には朝刊と夕刊があるが、これは12時間ごとに執筆・編集され、印刷・配送される。印刷業務では、朝刊は21時から3時、夕刊では10時から15時の間に仕事が集中している。これは一人の人間が毎日できる仕事ではないため種々の交代勤務体制が取られている。もっとも、本社や支局など取材部門では、事件取材に対応する必要がない限り、深夜から早朝までは宿直員は仮眠をとる場合が多い。

### 大規模な設備投資を要する製造業
製造業では、商品の大量生産で投資を早期に回収する目的から、交代勤務により工場、設備を長時間稼働させることが多い。例えば自動車の組み立てラインでは、早番6:00〜15:00、遅番15:00〜24:00のような連続2交代勤務が一般的である。連続2交代制の利点として、深夜勤務手当を節約できること、需要の変動を残業で吸収できることがあげられる。あくまでも経済性を目的とした交代勤務であるため、生産量に応じた勤務体制の変更がしばしば行われる。

### 水道・ガス・電力会社
- 指令部門 : 4直2交代制、5直3交代制などが行われている。
- 補修部門 : 宿直体制が多い。

### コンピュータの運用業務
コンピュータ（メインフレーム、ISPのWebサーバなど）による大規模なシステム運用業務では、業務時間外のバッチ処理やシステムの監視・保守・トラブル対応などで、交代勤務を行うことがある。

### 放送局
NHK放送センター（東京都渋谷区）では、毎日6人の放送局アナウンサー（局アナ）が、民放では、毎日1人ないし2人の局アナが男女関係なくそれぞれ交替で局に泊まり込み、夜間において重大な事件・事故・災害などの発生時に、報道特別番組をいち早く放送できるようにしている。NHKは「映像散歩」が放送されている時間帯に、報道特別番組の演習を毎晩行っている。これは、緊急事態発生時に全局員が対応できるようにするためである。
また、昨今ではほとんどの民間放送局は24時間放送を実施しているため、宿直はアナウンサーのみならず制作や技術・工務、報道各部門の一般社員も深夜の番組送出や放送機器の保守点検・工事や緊急事態に備えるため、毎日数人が交替で局に泊まり込んでいる。さらに万一停電に陥っても放送が出し続けられるよう、ほとんどの局が自家発電装置や非常用バッテリー・送信機（送信所と本社演奏所との回線断絶対策）を備えている。特に、ラジオは災害の発生時における情報源として最も重要な役割を果たすので、万一停電に陥っても確実に放送ができるようにされている。
なお、地方局の場合は、少人数のため宿直勤務制度を実施せず、代わりに早番・遅番交替制で対応している局が多い。
局アナが行う宿直の仕事は通常「夜間から翌朝にかけて放送されるラジオやテレビの定時ニュースを伝えること」である。宿直制度を実施している局にはたいてい仮眠室があり、局アナの場合は「夜間の最終定時ニュース終了から翌朝一番の定時ニュース開始まで」の数時間、仮眠をとることができる。
ただし、この間に大事件・大事故・大災害がひとたび発生すれば宿直のスタッフは徹夜で慌ただしく対応することになる。さらに、それらの規模によっては日勤や非番・休暇中のスタッフにも非常招集がかかる場合が多い。

### 小売業
百貨店は一般に午前10時～午後7時頃までの営業、スーパーマーケットやショッピングモールは午前10時～午後9時頃、店舗により午前0時頃まで営業している社もあることから早番・遅番・通し、3種類の勤務体制となる。コンビニエンスストアやファミリーレストランをはじめとする24時間営業の店舗は夜勤・深夜勤の勤務体制がある。さらにアルバイトやパートタイマーなど非正規雇用による従業員が多い店舗では一人あたりの就労時間が短くなることが多いため、早番・遅番の勤務が午前勤・午後勤・夕勤とさらに細かく設定されていることも多い。